# Heliophila brachycarpa
Heliophila brachycarpa là một loài thực vật có hoa trong họ Cải. Loài này được Meisn. mô tả khoa học đầu tiên.